# Нор'я
Но́р'я (рос. Норья, удм. Норья) — село в Малопургинському районі Удмуртії, Росія. Адміністративний центр Нор'ьнського сільського поселення.
Урбаноніми:
- вулиці — Клубна, Ключова, Муш, Набережна, Нагірна, Нова, Прожектор, Ударник, Центральна, Шкільна, Ювілейна

В селі діють середня школа та садочок «Ластівка», серед промислових підприємств працює СПК «Нор'я».

## Населення
Населення — 756 осіб (2010; 654 в 2002).
Національний склад станом на 2002 рік:
- удмурти — 79 %

## Історія
В 1841 році в селі Велика Нор'я був відкритий прихід, богослужіння проводились в молитовному домі. В 1843 році було закінчено будівництво дерев'яної церкви, яка була освячена в честь апостолів Петра й Павла. За даними 10-ї ревізії 1859 року в селі було 83 двори і проживало 485 осіб (241 чоловік та 244 жінок). Окрім церкви були волосне правління, сільська управа, працювало 2 млини. В 1893 році дерев'яна церква була замінена на кам'яну, освячену 18 листопада. На 1897 рік в селі проживало 884 особи.
В 1921 році у зв'язку з утворенням Вотської АО, село в складі Великонор'їнської волості передане із Сарапульського повіту В'ятської губернії в склад Іжевського повіту. В 1924 році в результаті адміністративної реформи волость була ліквідована і село в складі Великонор'їнської сільради відійшло до Радянської волості, адміністративний центр якої знаходився в селі Лудорвай. Але вже 1925 року село знову стає волосним центром. В 1929 році при розділі Іжевського повіту був утворений Малопургинський район, Радянська волость ліквідована і село увійшло до складу нового району. В 1935—1963 роках село входило до складу Нилгінського району. В 1963 році район був ліквідований і село до 1965 року входило до складу Іжевського району. З 1965 року село знаходиться в складі Малопургинського району.
В 1991 році Петропавловська церква була повернута вірянам, а в 2003 році із села Руський Пичас був переведений жіночий монастир та прихід храму перетворений в Мало-Дивеєвський Серафимовський монастир.